# Светски дан борбе против дијабетеса
Светски дан борбе против дијабетеса (енгл. World Diabetes Day) се обележава 14. новембра. Иницијативу за његово обележавање покренула су Међународна дијабетолошка федерација и Светска здравствена организација 1991. године, као одговор на све већи број оболелих од шећерне болести широм света. Овај датум је изабран у част рођендана Фредерика Бантинга, који је заједно са Чарлсом Бестом први изложио идеју која је довела до открића инсулина у октобру 1921. године.
На Генералној скупштини Уједињених нација одржаној 20. децембра 2006. године усвојена је Резолуција о дијабетесу, а Светски дан борбе против дијабетеса је уврштен у званични календар УН.
Овај датум се обележава широм света. С обзиром да је плава званична боја Уједињених нација, на тај дан је 2007. године велики број знаменитости био осветљен плавим рефлекторима (Емпајер стејт билдинг, Нијагарини водопади, Токијски торањ, зграда Опере у Сиднеју, мост преко Босфора и др). У овој глобалној кампањи је учествовао и Београд (Дом Народне скупштине Републике Србије, статуа Победника на Калемегдану) и други градови у Србији.

## Мото досадашњих кампања
- 1991. — Дијабетес излази у јавност (енгл. Diabetes goes public);
- 1992. — Дијабетес: проблем свих узраста у свим државама (енгл. Diabetes: A problem of all ages in all countries);
- 1993. — Одрастање са дијабетесом (енгл. Growing up with diabetes);
- 1994. — Дијабетес и старење (енгл. Diabetes and growing older);
- 1995. — Цена незнања (енгл. Price of ignorance);
- 1996. — Инсулин за живот! (енгл. Insulin for life!);
- 1997. — Глобална свест: кључ бољег живота (енгл. Global awareness: Our key to a better life);
- 1998. — Дијабетес и људска права (енгл. Diabetes and human rights);
- 1999. — Трошкови дијабетеса (енгл. The costs of diabetes);
- 2000. — Дијабетес и начин живота у новом миленијуму (енгл. Diabetes and lifestyle in the new millennium);
- 2001. — Дијабетес и кардиоваскуларна обољења (енгл. Diabetes and cardiovascular disease);
- 2002. — Ваше очи и дијабетес (енгл. Your eyes and diabetes);
- 2003. — Дијабетес и бубрези (енгл. Diabetes and kidneys);
- 2004. — Дијабетес и гојазност (енгл. Diabetes and obesity);
- 2005. — Дијабетес и брига о стопалима (енгл. Diabetes and foot care);
- 2006. — Дијабетес особа са хендикепом и ризичних група (енгл. Diabetes in the disadvantaged and the vulnerable)
- 2007. — Дијабетес код деце и адолесцената (енгл. Diabetes in children and adolescents).